# والتر سوتو
والتر سوتو (بالإسبانية: Walter Soto)‏ (22 ديسمبر 1983 بسان ميغيل في السلفادور - ) هو لاعب كرة قدم سلفادوري في مركز الهجوم. شارك مع منتخب السلفادور لكرة القدم. أما مع النوادي، فقد لعب مع C.D. Vista Hermosa ‏ وسان سلفادور ‏ وADI F.C. ‏ وC.D. Liberal ‏ وليمنيو ديبورتيفو ‏ وEspaña F.C. (Usulután) ‏ ونادي أكويلا.

## وصلات خارجية
- والتر سوتو على موقع الاتحاد الدولي (مؤرشف)  (الإنجليزية)
- والتر سوتو على موقع قاعدة بيانات كرة القدم.إي يو (الإنجليزية)
- والتر سوتو على موقع ناشيونال فوتبول تيمز (الإنجليزية)